# Diecezja Heleny
Diecezja Heleny (łac. Dioecesis Helenensis, ang. Diocese of Helena) jest diecezją Kościoła rzymskokatolickiego w zachodniej części stanu Montana.
Terytorialnie obejmuje hrabstwa: Lewis and Clark, Teton, Flathead, Lincoln, Missoula, Sanders, Powell, Granite, Ravalli, Deer Lodge, Silver Bow, Jefferson, Broadwater, Gallatin, Madison, Lake, Beaverhead oraz częściowo Meagher, Musselshell i Toole.

## Historia
Diecezja została kanonicznie erygowana 7 marca 1884 roku przez papieża Leona XIII. Wcześniej był to Wikariat apostolski Montany utworzony 5 marca 1883 z Wikariatu Apostolskiego Idaho i Montany i Wikariatu Apostolskiego Nebraski. Pierwszym ordynariuszem został dotychczasowy kapłan ówczesnej diecezji Nesqually Jean-Baptiste Brondel. W 1904 z jej terenów wyodrębniono diecezję Great Falls-Billings.

## Ordynariusze
- Jean-Baptiste Brondel (1883–1903)
- John Patrick Carroll (1904–1925)
- George Joseph Finnigan (1927–1932)
- Ralph Leo Hayes (1933–1935)
- Joseph Michael Gilmore (1935–1962)
- Raymond Hunthausen (1962–1975)
- Elden Curtiss (1976–1993)
- Alexander Brunett (1994–1997)
- Robert Morlino (1999–2003)
- George Leo Thomas (2004–2018)
- Austin Vetter (od 2019)